# Albert Schulte (Politiker, 1877)
Albert Schulte (* 12. August 1877 in Velbert; † 27. November 1952 in Darmstadt) war ein deutscher Politiker (SPD Hessen) und hessischer Abgeordneter des Landtags des Volksstaates Hessen in der Weimarer Republik.

## Biografie
Albert Schulte war der Sohn des Schlossers Julius Schulte und dessen Frau Berta geborene Jahn. Schulte, der evangelischer Konfession war, heiratete Karoline Friederike geborene Müller. Nach dem Besuch der Volksschule arbeitete er bis 1914 als Schriftsetzergehilfe. Er war zunächst Aufsichtsratsmitglied und 1914 bis 1915 Angestellter des Konsumvereins Darmstadt. 1915 bis 1920 war er Geschäftsführer des Konsumvereins in Worms.
Schulte stand vom 9. November bis zum 8. Dezember 1918 als erster Vorsitzender des Arbeiter- und Soldatenrats beziehungsweise des Volksausschusses (ab 3. Dezember 1918) an der Spitze der Wormser Stadtverwaltung. Nach den Kommunalwahlen im November 1919 wurde er als ehrenamtlicher Beigeordneter Mitglied des Stadtvorstands. Vom 13. Oktober 1920 bis September 1932 war er hauptamtlicher Beigeordneter (beziehungsweise ab 1924 hauptamtlicher Bürgermeister) in Worms.
Von 1919 bis 1921 gehörte er für die SPD dem Landtag des Volksstaates Hessen an.
Vom 25. Juli bis zum 1. Oktober 1945 war er Bürgermeister von Lampertheim. Zeitgleich war er Landrat des Landkreises Worms östlich des Rheins.
Nach Schulte wurde in den 1960er Jahren der Albert-Schulte-Park in Worms benannt.